# Ungdomsrörelsen (Sverige)
Ungdomsrörelsen var en svensk halvpolitisk rörelse verksam från 1890-talet fram till omkring 1920. 
Första världskrigets utbrott 1914 samt emigrationens minskande under 1920-talet kan sägas ha utgjort två slutpunkter för rörelsen. 
Ungdomsrörelsen är svårfångad både till ursprung och ideologi, och det är tveksamt om man kan tala om en ideologi i samtida mening. Den samlade personer från olika politiska läger, och kan egentligen inte sägas ha haft koppling till något särskilt parti. Ungdomsrörelsen hade inflytande över främst det tidiga 1900-talets samhällsutveckling och idédebatt i Sverige, men är i princip okänd för den stora allmänheten idag. 
Den växte fram parallellt med det sena 1800-talets svenska folkrörelser (idrottsrörelsen, arbetarrörelsen, nykterhetsrörelsen) och lebensreform-rörelsen på kontinenten, och kan sägas ha delat vissa ideal med dessa. Den kan också sägas ha varit det första embryot till en hembygdsrörelse i Sverige.

## Ideologi
Sammanhållande politiska inriktningar för rörelsen var en nedtonad men uttalad nationalism, motstånd mot emigration, förespråkande av folkbildning genom kultur- och folkhögskoleverksamhet, krav på jord, utkomstmöjligheter och goda bostäder åt den breda allmänheten, begränsning av alkohol, upphöjning av landsbygden som den ideala boende- och livsmiljön, samt kritik av industrialism, kapitalism, kommunism och livet i städerna (urbaniseringen). Rörelsen kan sägas ha delat idégods med den danska grundtvigianismen, och det är möjligt att den fick inspiration från grundtvigianerna i Danmark.
Ledande personer inom rörelsen var bl.a. den konservative författaren Verner von Heidenstam, poeten Olof Thunman och den socialdemokratiske författaren Karl-Erik Forsslund.
Litteraturvetaren Staffan Björck definierar ungdomsrörelsen på följande vis i sin doktorsavhandling om Verner von Heidenstam, Heidenstam och sekelskiftets Sverige (1946):
"De strävanden, som uppträdde i alla landsändar, att utan band av någon religiös, politisk eller absolutistisk konfession, samla ungdomen till möten och föreningar, och där väcka och egga den till social och estetisk kultur, frisinne och fosterlandskänsla, nykterhet, bildningsarbete och hemslöjd".

## Ungdomståg
Ungdomsrörelsen var särskilt aktiv på landsbygden, och anordnade runt om i landet ett slags vandringar eller demonstrationståg som avslutades med ett möte; så kallade ungdomståg. Under dessa möten var allsång ett vanligt inslag, och de flitigt framförda sångerna Röda stugor tåga vi förbi, samt Vi gå över daggstänkta berg skrevs för ungdomsrörelsen och ungdomstågen. Sångboken Sjung svenska folk! initierades av rörelsen genom den närliggande föreningen Samfundet för unison sång.
Talen under ungdomstågen hölls ofta av Verner von Heidenstam eller Karl-Erik Forsslund och uppmanade till social sammanhållning, motstånd mot emigration, samt uppmuntrade till hembygdskärlek och varnade för inflyttning till städerna. Under rörelsens aktiva tid bodde cirka 80 % av befolkningen på landsbygden. Även Erik Axel Karlfeldt talade vid ett antal av ungdomsrörelsens möten.

## Nationalföreningen mot emigrationen
Rörelsen hade nära band till Nationalföreningen mot emigrationen, och de båda organisationernas idéer sammanföll ofta. Organisationerna delade exempelvis uppfattningen att människor kunde förmås att avstå från emigration, om de erbjöds ett gott boende och jord att odla. Under 1890-tal bedrevs också en långvarig debatt om vad som egentligen var emigrationens orsaker, den s.k. emigrationsdebatten. Ur denna debatt kan ungdomsrörelsen sägas ha uppkommit. Debatten resulterade också i den statliga emigrationsutredningen som kom att lägga fram ett antal betänkanden under 1900-talets två första decennier.

## "Storgården" och egnahemsrörelsen
Karl-Erik Forsslunds bok Storgården gavs ut år 1900, och kan sägas ha utgjort ett samlande ideal för rörelsen, men Carl Larssons Ett hem lyftes också fram. I Storgården skildrar Forsslund sitt eget hem i Brunnsvik utanför Sörvik i Bergslagen, och ställer det i kontrast till "det fattiga och kärlekslösa livet i staden". Boken ska inte blandas samman med barnboken Sörgården. Storgården debatterades flitigt när den kom ut, hyllades allmänt och sålde i mycket stora upplagor. Några år efter bokens utgivande grundade Forsslund Brunnsviks folkhögskola bara ett stenkast från det hem han skildrat i Storgården.
Ledande personer med kopplingar till ungdomsrörelsen gav också ut annan litteratur, särskilt inom områden som egnahemsbyggnad, odling, hembygdsfrågor och trädgårdsskötsel. Även Forsslunds bok Göran Delling från 1906 kan sägas utgjort ett portalverk för ungdomsrörelsen.
Rörelsen förespråkade landsbygden som den bästa livsmiljön, och att bostaden skulle kopplas till jord och möjligheter till odling. I städerna förespråkades istället trädgårdsstäder, egnahem och koloniträdgårdar. 
Egnahemsrörelsen fick ett uppsving efter 1913 genom att Nationalföreningen mot emigrationen då bildade 13 regionala egnahemsbolag, som tillhandahöll förmånliga lån till egnahemsbyggare. Samma år bildades också ett moderbolag åt de regionala egnahemsbolagen: AB Svensk jordförmedling.

## Övrigt
Rörelsen var en av krafterna bakom införandet av Svenska flaggans dag, som senare valdes till Sveriges nationaldag, och 2005 blev allmän helgdag. Svenska flaggans dag firades första gången 1916, och hade från början en delvis annan innebörd än som nationaldag.
Ungdomsrörelsen kan också sägas[källa behövs] ha tagit initiativet till firandet av Barnens dag, och ville på det sättet uppmärksamma barnens dåliga villkor i sekelskiftets storstäder – särskilt i Stockholm, något som man också ville åtgärda genom barnkoloniverksamhet.
I Stockholm grundades också föreningen Kulturella ungdomsrörelsen som finns kvar än idag. I dess första styrelse ingick Erik Axel Karlfeldt.
Motsvarigheter till ungdomsrörelsen fanns också i Norge och Finland.
Ungdomsrörelsens historia har delvis skildrats av Olle Häger och Hans Villius i avsnitt 4 av tv-serien Hundra svenska år, som fick namnet "De gamla och kloka må le, fallera".